# Church in These Streets
Church in These Streets è il sesto album del rapper statunitense Jeezy, pubblicato dalla Def Jam nel 2015.
Su Metacritic ottiene un punteggio di 69/100. Ottiene un ottimo successo commerciale.
| Recensione   | Giudizio |
| ------------ | -------- |
| AllMusic     | [ 1 ]    |
| HipHopDX     | [ 2 ]    |
| Pitchfork    | [ 2 ]    |
| NOW Magazine | [ 2 ]    |

## Tracce
1. Grind State – 3:43
2. Lost Souls – 3:44
3. Holy Water – 4:13
4. Gold Bottles – 3:12
5. Hell You Talkin' Bout – 2:31
6. Hustlaz Holiday – 3:27
7. Eternal Reflection (Interlude) – 2:02
8. God – 3:28
9. Church in These Streets – 3:08
10. New Clothes – 3:45
11. Sweet Life (featuring Janelle Monáe) – 3:42
12. Scared of the Dark – 3:39
13. No Other Way – 3:33
14. Sister Good Game's Testimony – 1:29
15. J-Bo – 3:27
16. I Feel Ya – 3:28
17. Go Get It (Interlude) – 1:29
18. Just Win – 3:51
19. Forgive Me (featuring Monica) – 3:53

## Classifiche

### Classifiche settimanali
| Classifica (2015)         | Posizione massima |
| ------------------------- | ----------------- |
| Canada                    | 59                |
| Stati Uniti               | 4                 |
| US Digital Albums         | 4                 |
| US Tastemaker Albums      | 5                 |
| US Top R&B/Hip-Hop Albums | 2                 |
| US Top Rap Albums         | 2                 |

### Classifiche di fine anno
| Classifica (2016)         | Posizione massima |
| ------------------------- | ----------------- |
| Stati Uniti               | 158               |
| US Top Rap Albums         | 9                 |
| US Top R&B/Hip-Hop Albums | 14                |